# Keith Haring
Keith Haring (Reading, Pennsilvània, 4 de maig, 1958 - Nova York, 16 de febrer, 1990) fou un artista plàstic i activista social estatunidenc, els treballs del qual responien a la cultura del carrer a la Nova York dels anys 80.

## Biografia
Va néixer a Reading però va créixer a Kutztown (Pennsilvània), i li interessà l'art des de ben petit. Des de l'any 1976 al 1978 va estudiar disseny gràfic a "The Ivy School of Professional Art", una escola de Belles Arts i publicitat a Pittsburgh. Keith es traslladà a la ciutat de Nova York, on va rebre una gran inspiració de l'art del grafit, i a més va estudiar a l'Escola d'Arts Visuals "School of Visual Arts". Moltes de les seves obres de pop art ('art popular') mostren temes homoeròtics.
Va assolir l'atenció del públic per primer cop amb els seus dibuixos de guix en el metro de Nova York (vegeu art públic). Les exposicions van ser fotografiades pel professional Tseng Kwong Chi. En aquells moments, "The Radiant Baby" ('el nadó radiant') també esdevingué el seu símbol. A partir de l'any 1980, va organitzar exposicions al Club 57. L'any 1981 va esbossar els seus primers dibuixos de guix sobre paper negre i plàstic pintat, metall i objectes trobats. Va participar amb una animació al cartell Spectacolor de Times Square i va dibuixar per primer cop animals i cares humanes.
Va contribuir a la difusió de la New Wave de Nova York. Va conèixer l'artista de grafit L. A. II (Angel Oritz). Després d'aquesta trobada, va obtenir la seva primera exposició individual a la galeria Tony Shafrzi Gallery. Aquell mateix any, Haring va participar en la fira Documenta 7 de Kassel, Alemanya. Va participar també en la Biennal Whitney l'any 1983, així com en la biennal de Sao Paulo. Va arribar a conèixer Andy Warhol que va ser també el tema principal de diverses de les seves obres, inclosa Andy Mouse.
L'any 1984 va pintar murals en parets a Melbourne (com el mural de l'any 1984 Detail-Mural at Collingwood College, Victoria), Sydney, Rio de Janeiro, Minneapolis i Manhattan. El 1985 va començar a pintar sobre tela. Simultàniament, el Museu d'Art Modern de Bordeus va obrir una exposició de les seves obres, i va poder participar en la Biennal de París. El 1986 Haring va pintar murals a Amsterdam, París, Phoenix, i a Berlín sobre el mur de Berlín a Checkpoint Charlie. Va pintar el cos de Grace Jones per al seu vídeo I'm Not Perfect.
Va tenir exposicions individuals el 1987 a Hèlsinki i Anvers, entre d'altres. La imatgeria de Haring ha esdevingut un llenguatge visual del segle XX reconegut arreu del món. La Fundació Keith Haring, establerta el 1989, continua el llegat de Keith Haring fent donatius a organitzacions d'infants.
El juny de 1989 va pintar l'última obra pública de la seva vida, el mural Tuttomondo, a la paret del darrere del convent de l'església de Sant Antoni Abat de Pisa (Itàlia). Una de les seves últimes obres és així mateix el tríptic dedicat a la vida de Jesús que es troba a la catedral de Saint John the Divine de Nova York (1990).
Keith Haring va morir el 1990 d'una malaltia relacionada amb el virus VIH (sida). Li havien diagnosticat que era seropositiu dos anys abans.

## Relació amb Barcelona
El febrer de 2014, amb motiu del 25è aniversari, el MACBA va recuperar el mural que Haring havia fet per a la ciutat de Barcelona el 1989, amb el títol Tots junts podem parar la sida. La Filmoteca de Catalunya, coincidint amb aquest fet, acollí una exposició fotogràfica sobre la seva elaboració.

## Obra
Keith Haring va intentar combinar en la seva obra l'art, la música i la moda, trencant barreres entre aquests camps. La típica iconografia dels seus senzills dibuixos inclou animals i figures dansant, gossos, nadons gatejant, piràmides, televisors, telèfons i plats voladors.
Artistes com Haring buscaven fer imatges que fossin accessibles, senzilles i prou genèriques perquè poguessin ser acceptades per qualsevol sense intervenció crítica.
A Keith Haring també se li va comissionar construir diverses escultures, una d'elles va ser col·locada en un hospital per a nens a Long Island. Haring creia que les escultures havien de relacionar-se amb el seu entorn. Ell va dir: «Penso que les escultures públiques haurien de funcionar d'una manera que treballi amb el lloc on es troba, en comptes de simplement posar, haurien de funcionar en harmonia amb l'entorn on és col·locada». Moltes de les seves escultures van ser fetes amb la intenció que la gent pogués seure en elles, grimpar-hi o fer-les servir per menjar sota la seva ombra.
Tot i que el contingut «ideològic» dibuixat per Haring està premeditat, el procés creatiu és estrictament intuïtiu. No hi ha un esbós, no hi ha preparació preliminar, Haring comença i acaba sense preparació. Ell va dir: «Tu mateix t'estàs expressant sent com ets, ja sigui amb completa exactitud o fent desviacions més humanes ... però seguirà tenint aquesta consistència que és tan consistent com ho ets tu com a persona».

## Galeria d'imatges

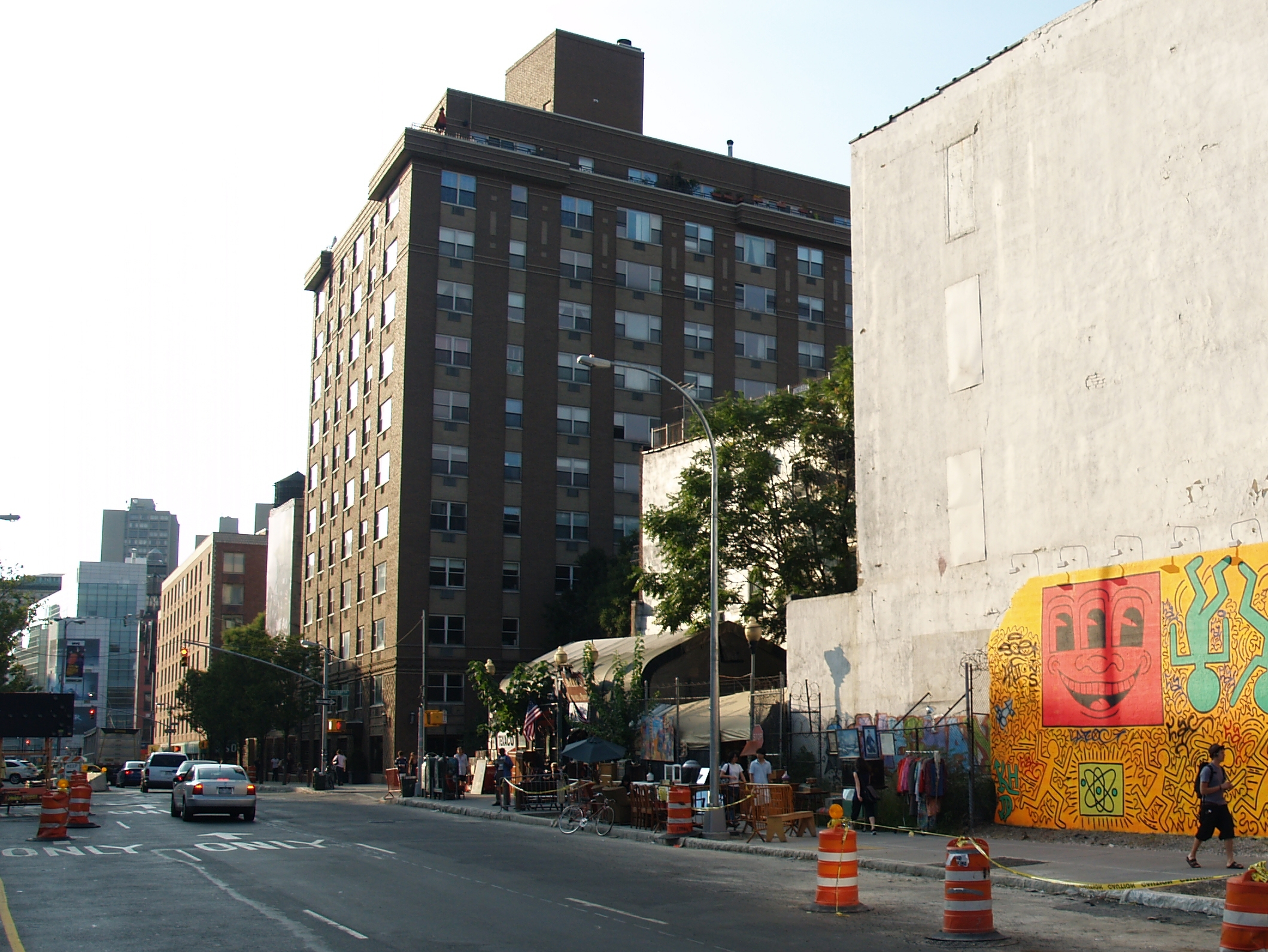
Mural a l'East Village a Nova York
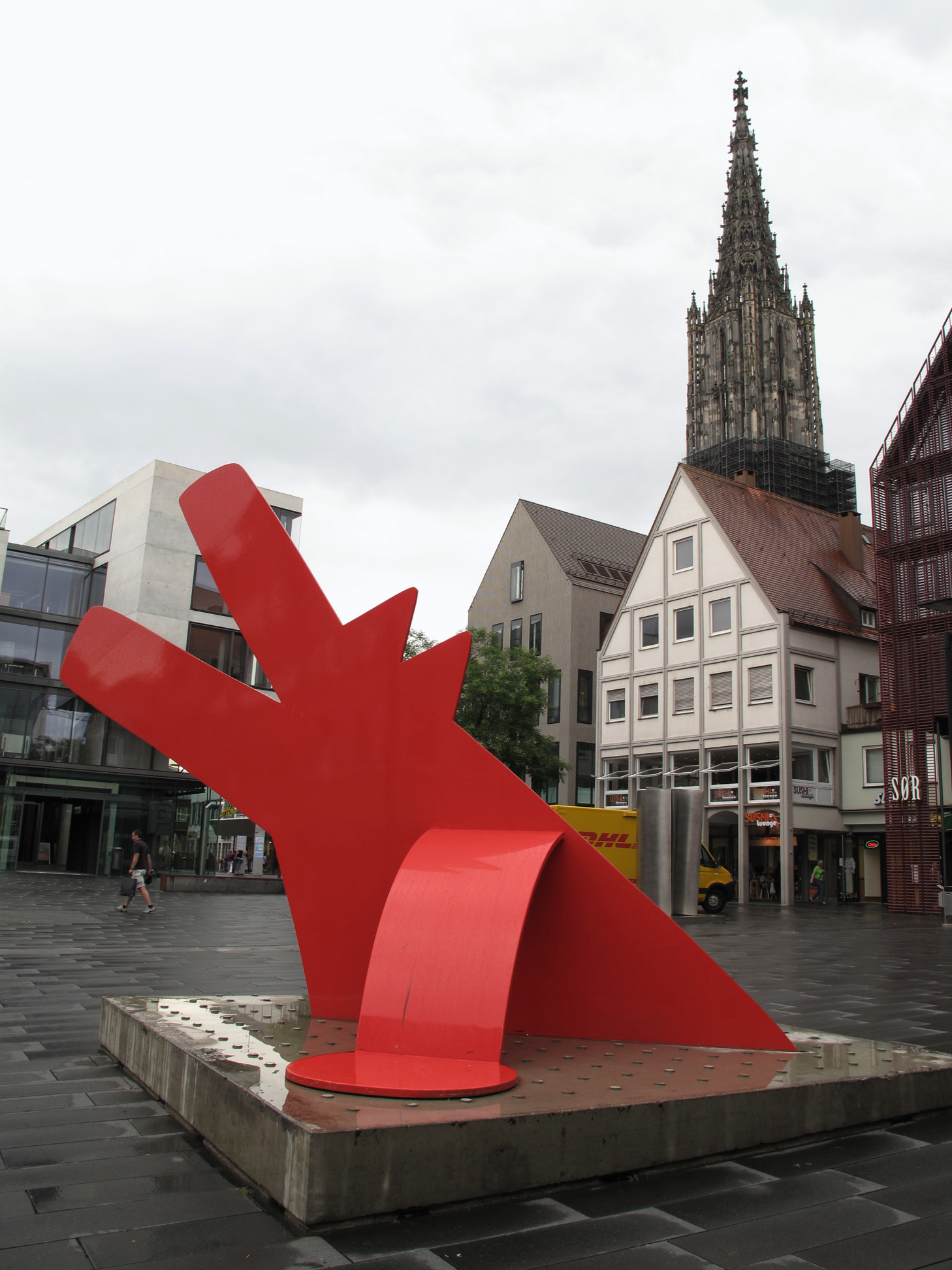
Red Dog a Ulm (Alemanya) de 1985
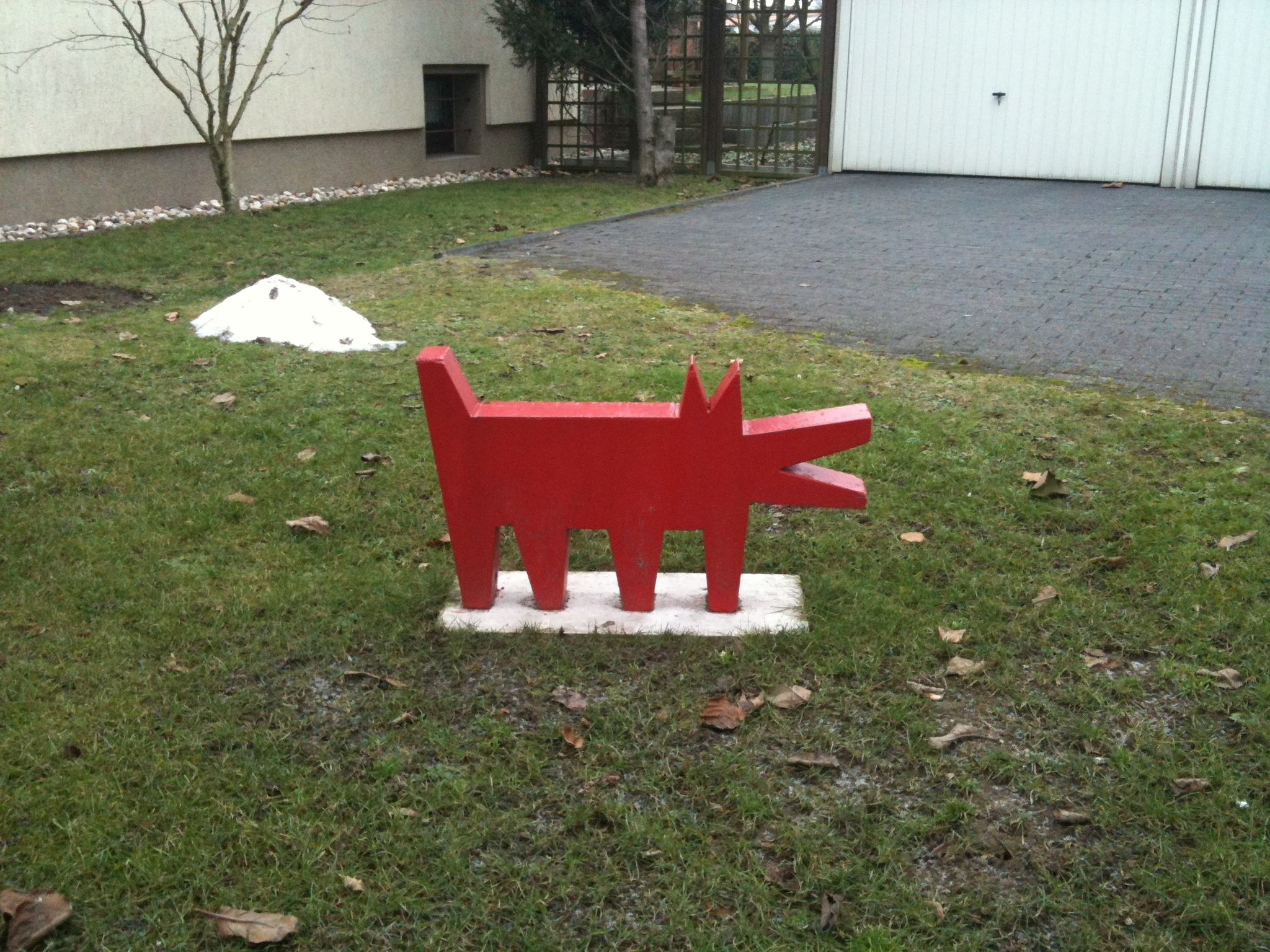
Escultura a Dortmund
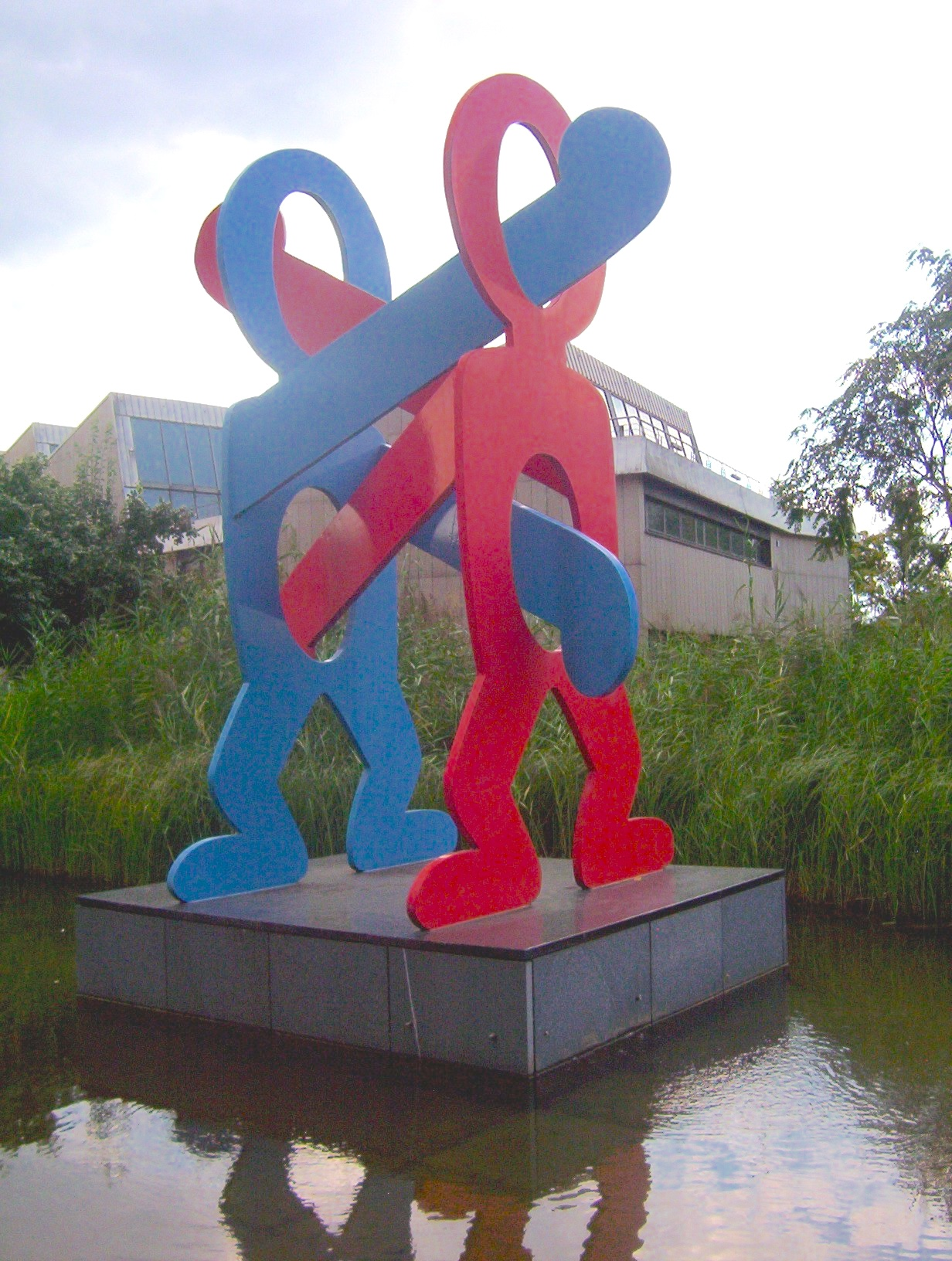
Boxer a Berlín (1987)
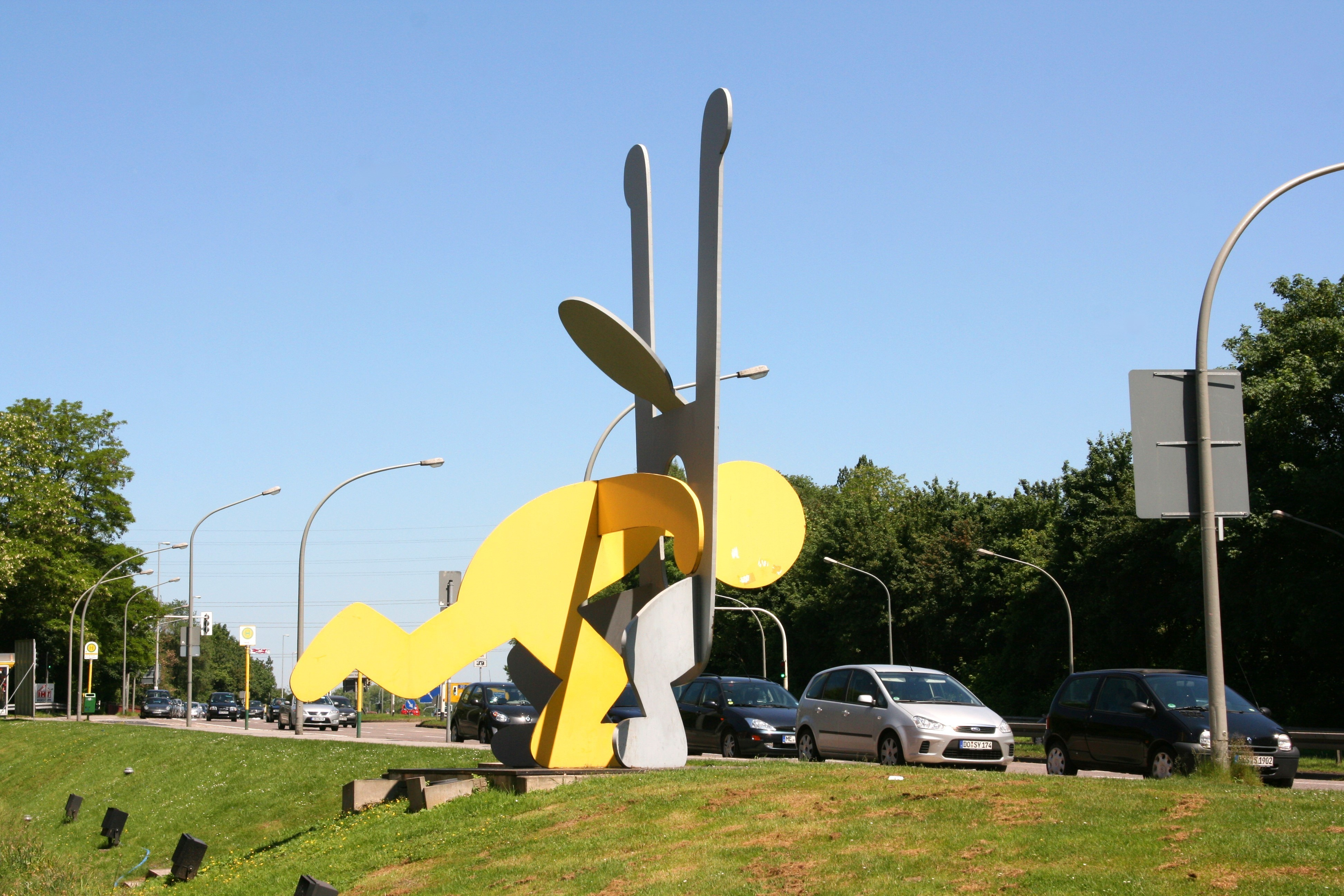
Head through belly a Oberhausen
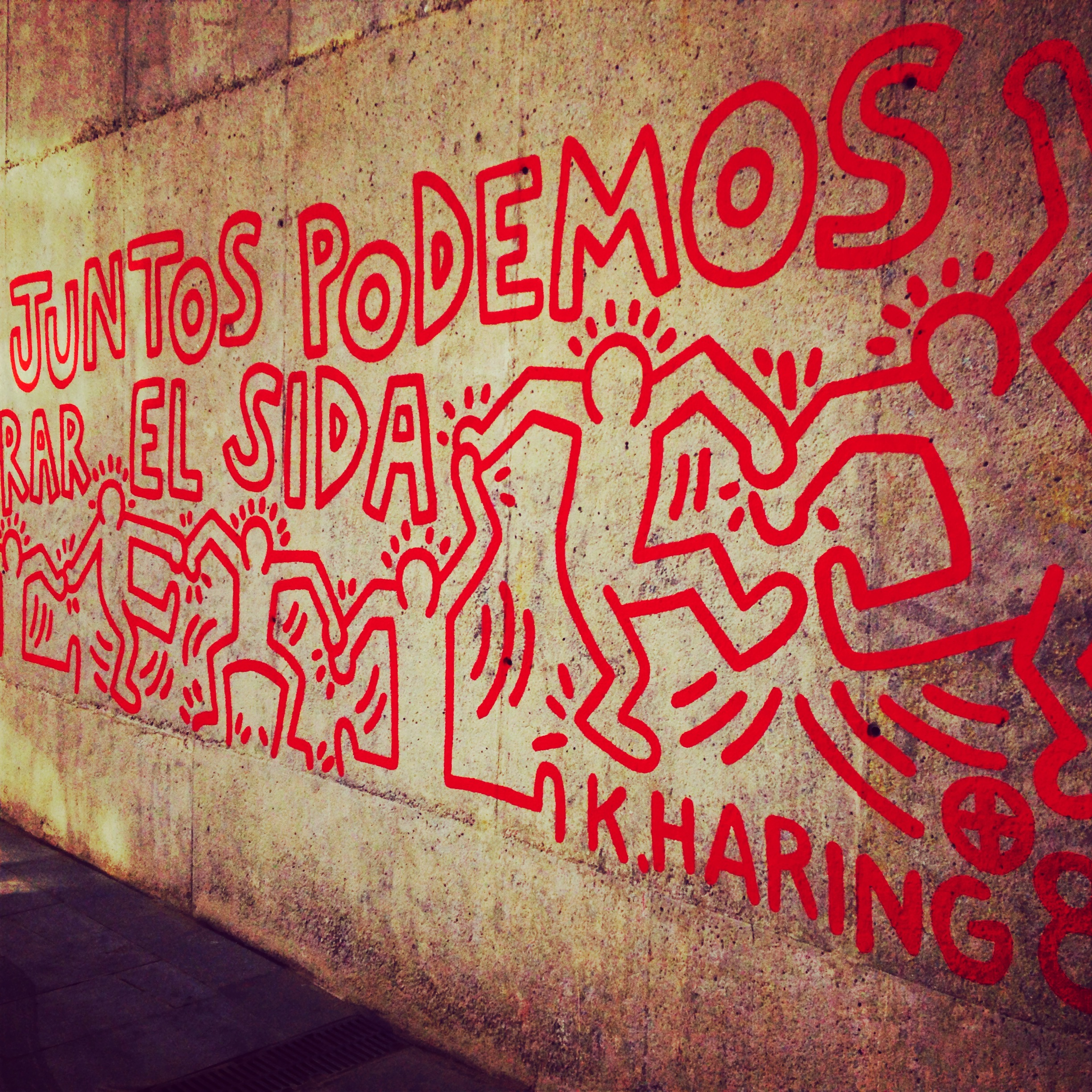
"Tots junts podem parar la sida", mural al MACBA de Barcelona